# 試製二十粍旋回機関砲
試製二十粍旋回機関砲（しせいにじゅうみりせんかいきかんほう） ホ1/ホ一は、大日本帝国陸軍の航空機関砲。

## 概要
一〇〇式重爆撃機「呑龍」一型/二型（キ49-I/キ49-II）の後上方砲座に搭載された口径20mmの旋回機関砲で、対戦車ライフルである九七式自動砲をベースに開発された。
弾種は曳光徹甲弾、曳光榴弾、榴弾、マ201（炸裂弾）である。
本砲は砲口初速が820ｍ/sと速く破壊力も高いものの発射速度が400発/分と遅く、装弾数が1弾倉あたり20発と少なく、さらに組み合わされた砲架がハンドルによる手動式ということもあって俊敏に動き回る航空機を狙う航空機関砲としては好ましくなかった。一〇〇式重爆の後継機である四式重爆撃機では後上方砲座にホ5が採用され、本砲の採用は限定的となった。